# Katedra Urakami
Katedra Urakami, także Katedra Niepokalanego Poczęcia Najświętszej Maryi Panny (jap. 浦上天主堂 Urakami tenshudō) – główna świątynia archidiecezji Nagasaki w Japonii.
Oryginalna świątynia, zbudowana w 1895, została kompletnie zniszczona w 1945, w wyniku wybuchu bomby atomowej, który miał miejsce dokładnie nad nią. Była największą katedrą w Azji Wschodniej. Obecna świątynia została zbudowana w 1959 i przebudowana w 1980. Ruiny zniszczonej katedry zostały zachowane jako pomnik wojny.
W katedrze znajduje się tzw. „Postnuklearna Madonna” (Hibaku no Maria, 被爆マリア像), górna część drewnianej rzeźby Matki Bożej z 1929, która cudownie ocalała w ruinach zbombardowanej katedry.

## Galeria

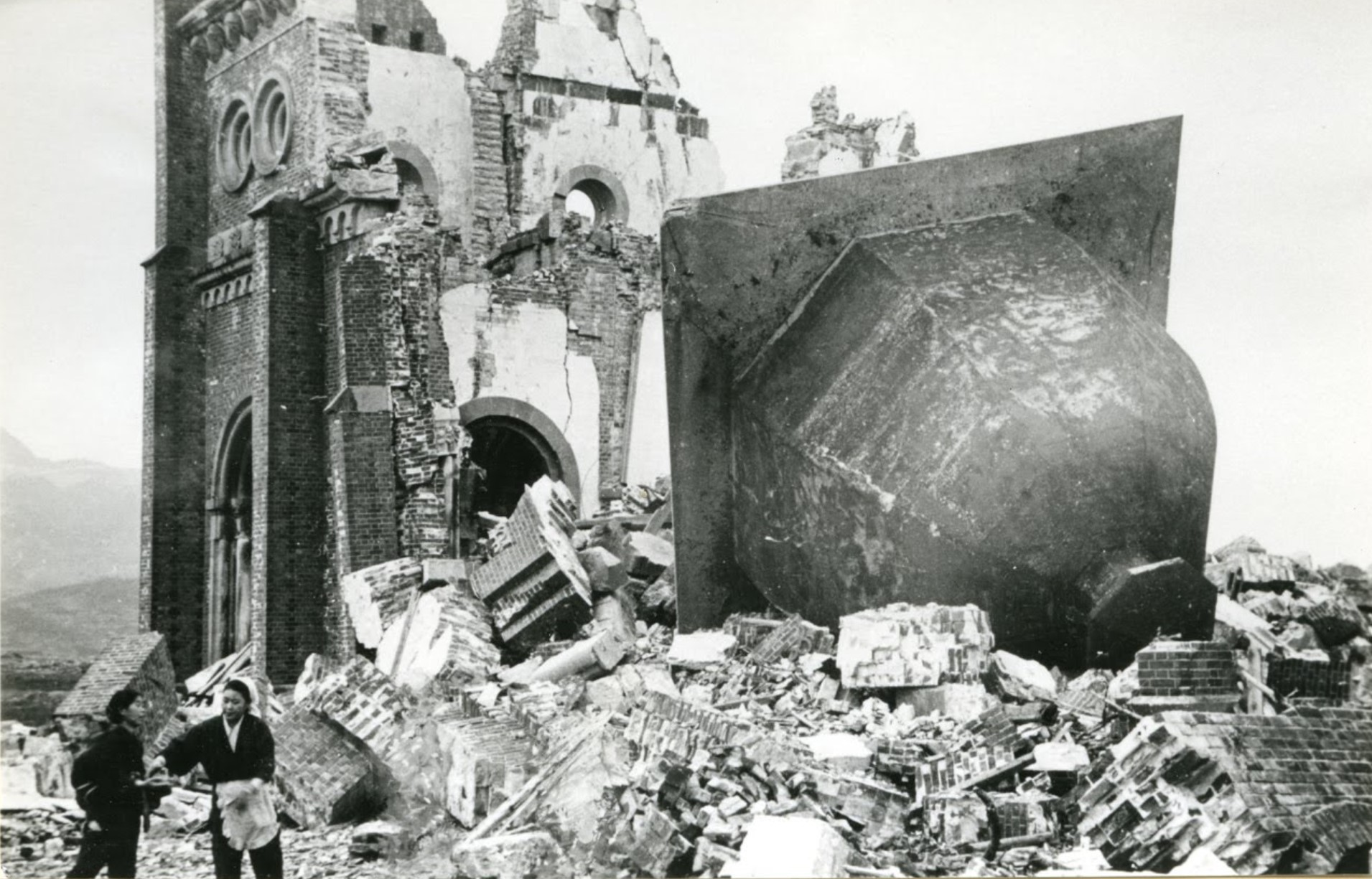
Katedra po zniszczeniu w 1945
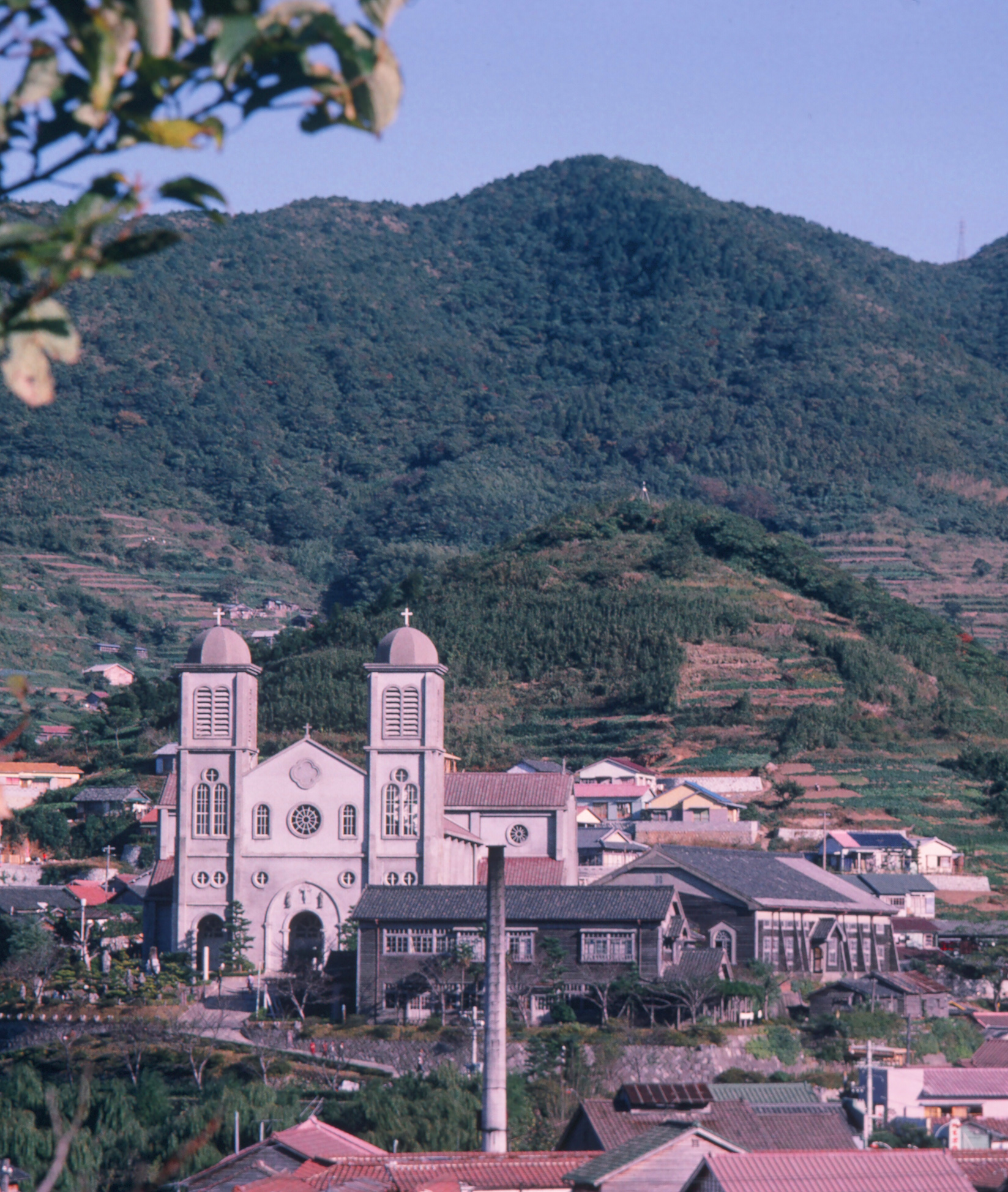
Katedra w 1964 przed przebudową
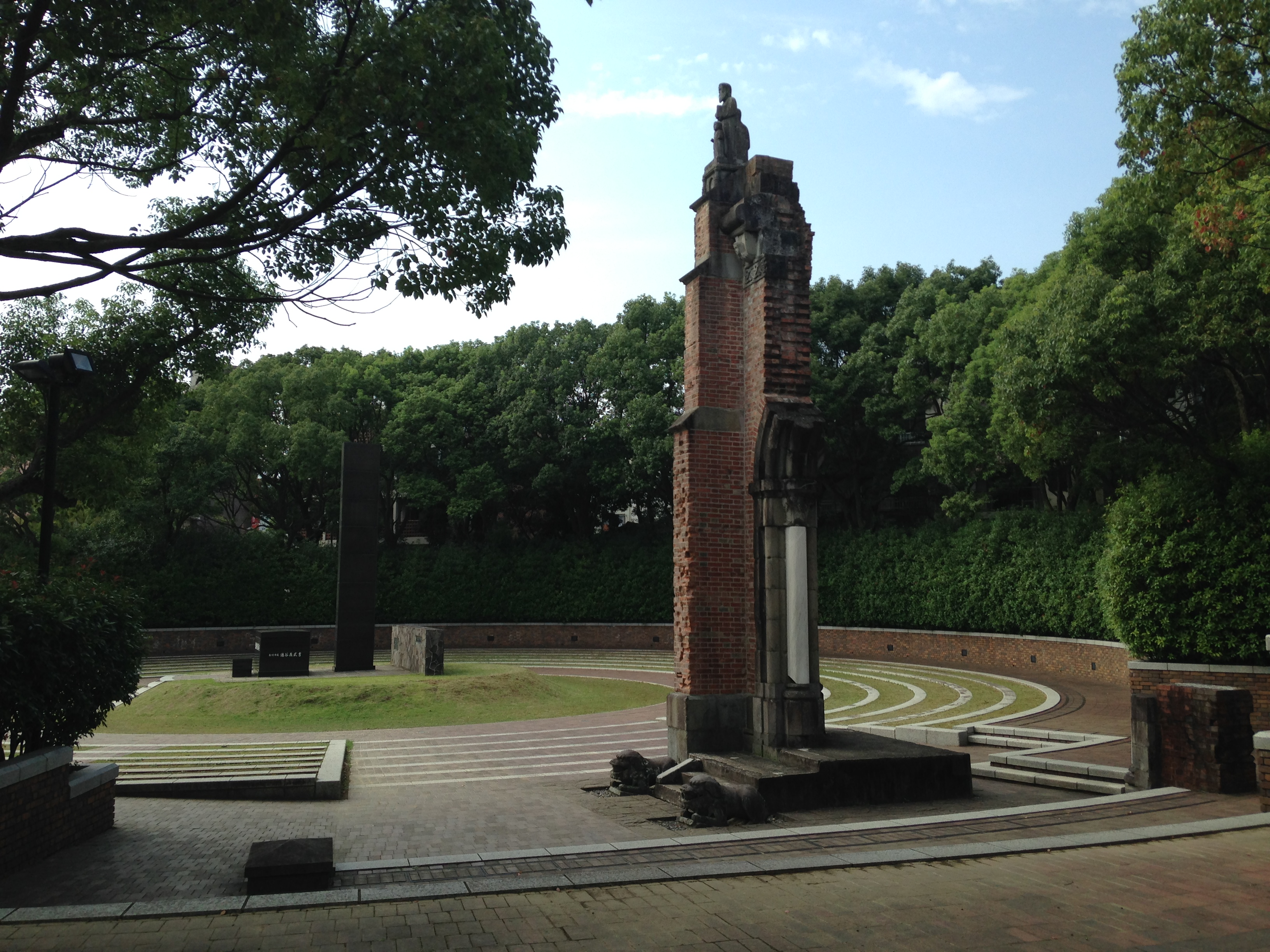
Zachowany fragment dawnej katedry
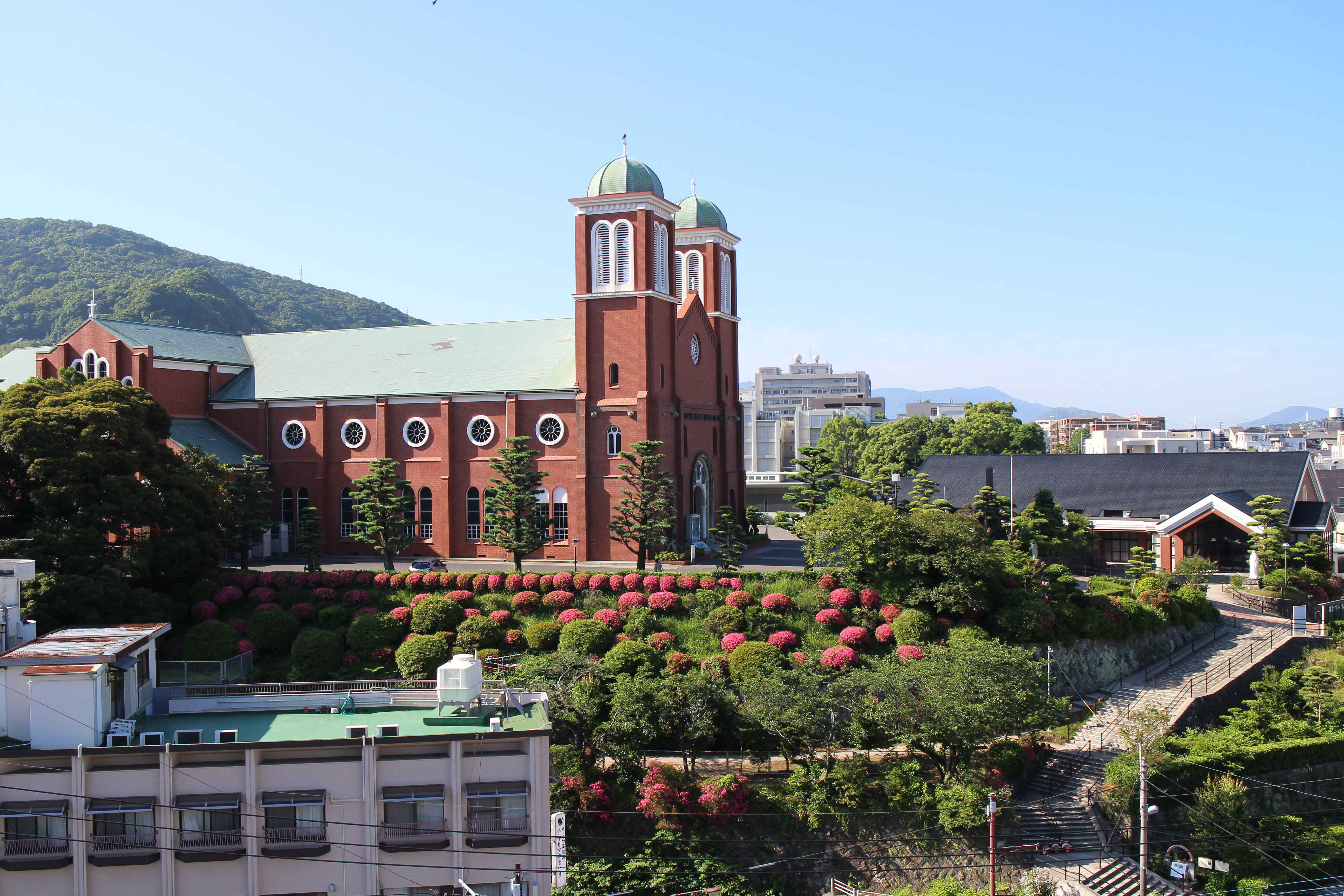
Współczesna katedra